# Regeteruszka
Regeteruszka (szlovákul: Ruskov kiejtéseⓘ) község Szlovákiában, a Kassai kerület Kassa-környéki járásában.

## Fekvése
Kassától 18 km-re délkeletre, az Ósva-patak bal oldalán fekszik.

## Története

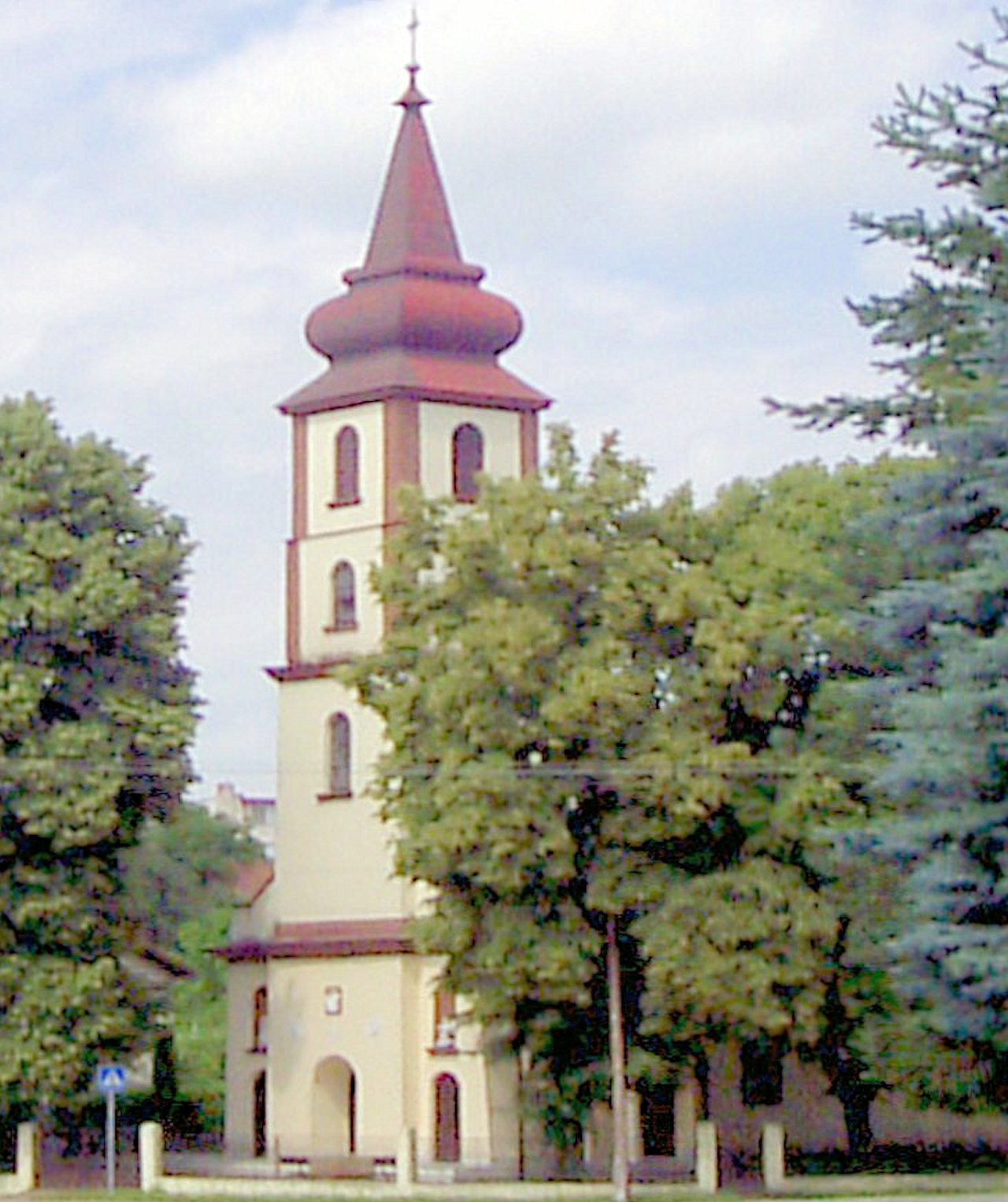
A templom

1303-ban „Ruzka” néven említik először, Szalánc várának uradalmához tartozott, és az Aba nemzetséghez tartozó Szaláncziak 1303-as osztozásakor Lőrinc fia Lászlónak jutott. 1329-1330-ban Lőrinc fia László Drugeth Vilmosnak adta át cserébe.
1332-ben már állt temploma is. A pápai tizedjegyzék adatai szerint papja 1334-ben 12, 1335-ben 10 garas pápai tizedet fizetett. 1427-ben 24 portát számláltak a településen, ami mintegy 120 lakost jelent. 1553-ban 11 portája volt, 1565-ben 28 gazda és 12 zsellér lakta.
A 18. század elején majdnem teljesen elnéptelenedett. 1746-ban 127 lakosa volt, közülük 49 római katolikus és 34 kálvinista.
A 18. század végén Vályi András így ír róla: „Regete Ruszka, Göncz Ruszka. Két magyar falu Abaúj Várm.; Regete Ruszkának földes Ura Gróf Forgách Uraság; amannak pedig Krajnik Úr, a’ kinek lakó helye vagyon itten; lakosaik katolikusok, és reformátusok, fekszenek az ország-útban, Vilmányhoz nem meszsze; határbéli földgyeik jól termők, vagyonnyaik külömbfélék.”
Fényes Elek 1851-ben kiadott geográfiai szótárában így ír a faluról: „Regete-Ruszka, Ruszkow, tót-magyar falu, Abauj vgyében, ut. p. Kassához keletre 2 mfdnyire: 375 kath., 150 ref., 4 zsidó lak. Kath. paroch. templom. Földei nem igen termékenyek, de erdeje sok. F. u. gr. Forgács.”
Borovszky Samu monográfiasorozatának Abaúj-Torna vármegyét tárgyaló része szerint: „Györkétől délre fekszik Regete-Ruszka 89 házzal, 634 magyar és tót lakossal. Itt van a m. kir. államvasutak trachit-kőbányája, melyben évenként körülbelül 25,000 köbm. Követ fejtenek. Postája: Garbócz-Bogdány, távirója Nagy-Szaláncz.”
A trianoni diktátumig Abaúj-Torna vármegye Füzéri járásához tartozott, majd az új Csehszlovák államhoz csatolták. 1938 és 1945 között ismét Magyarország része.

## Népessége
| Év:            | 1994. | 2004.   | 2014.   | 2024.    |
| -------------- | ----- | ------- | ------- | -------- |
| Emberek száma: | 1326  | 1328    | 1450    | 1778     |
| Eltérés:       |       | +0,15 % | +9,18 % | +22,62 % |

| Év:            | 2023. | 2024.   |
| -------------- | ----- | ------- |
| Emberek száma: | 1742  | 1778    |
| Eltérés:       |       | +2,06 % |

1880-ban 593 lakosából 141 magyar, 420 szlovák és 13 német anyanyelvű volt. Ebből 407 római katolikus, 105 református, 45 görög katolikus, 25 izraelita és 11 evangélikus vallású volt.
1890-ben 634 lakosából 74 magyar és 528 szlovák anyanyelvű volt.
1900-ban 654 lakosából 77 magyar és 569 szlovák anyanyelvű volt.
1910-ben 725 lakosából 397 magyar, 319 szlovák, 8 horvát és 1 német anyanyelvű volt. Ebből 566 római katolikus, 76 református, 57 görög katolikus, 22 izraelita és 4 evangélikus vallású volt.
1921-ben 670 lakosából 8 magyar és 620 csehszlovák volt.
1930-ban 844 lakosából 1 magyar és 818 csehszlovák volt.
1941-ben 1021 lakosából 592 magyar és 403 szlovák volt.
1970-ben 1196 lakosából 3 magyar és 1177 szlovák volt.
1980-ban 1251 lakosából 10 magyar és 1226 szlovák volt.
1991-ben 1265 lakosából 6 magyar és 1251 szlovák volt.
2001-ben 1309 lakosából 6 magyar és 1279 szlovák volt.
2011-ben 1393 lakosából 3 magyar, 1273 szlovák és 98 ismeretlen nemzetiségű.

## Neves személyek
- Itt született 1603-ban Csáky István tárnokmester.